# Media Source Inc.
Media Source Inc. è un'azienda fondata nel 1980 a Plaint City, nell'Ohio, col nome iniziale di Pages, che fu modificato in Media Source Inc. a  marzo del 1999.
Media Source opera nel mercato editoriale attraverso il marchio sussidiario MSI Information Services, che è titolare di Digital Shift, della ditta Horn Book, fondata a Boston e dei suoi prodotti editoriali The Horn Book Magazine, Junior Library Guild, Library Hotline Library Journal e il School Library Journal.
Nel 2011 fu acquisita dalla società RLJ Equity Partners, che porta il nome del magnate americano Robert L. Johnson.